# Championnats d'Europe de nage en eau libre 1989
Navigation
1991
La 1re édition des Championnats d'Europe de nage en eau libre se déroule du 2 au 3 septembre 1989 à Stari Grad en Yougoslavie.

## Podiums
Les médaillés sont :
| Épreuves | Or                                         | Argent                                | Bronze                                   |
| Femmes   | Femmes                                     | Femmes                                | Femmes                                   |
| -------- | ------------------------------------------ | ------------------------------------- | ---------------------------------------- |
| 5 km     | Anamarija Petričević (YUG) 1 h 16 min 15 s | Wandy Kater (NED) 1 h 20 min 10 s     | Tanja Godina (YUG) 1 h 20 min 12 s       |
| 21 km    | Rita Lazar (HUN) 5 h 27 min 7 s            | Diana Simonović (YUG) 5 h 31 min 35 s | Annemie Landmeters (BEL) 5 h 37 min 57 s |
| Hommes   |                                            |                                       |                                          |
| 5 km     | Igor Majcen (YUG) 1 h 9 min 25 s           | Jaromír Henyš (TCH) 1 h 10 min 8 s    | Arthur de Rouw (NED) 1 h 10 min 33 s     |
| 21 km    | Nace Majcen (YUG) 4 h 52 min 4 s           | Michal Špaček (TCH) 4 h 57 min 23 s   | Dragan Kvrgić (YUG) 4 h 59 min 27 s      |

## Tableau des médailles
| Rang  | Nation          | Or | Argent | Bronze | Total |
| ----- | --------------- | -- | ------ | ------ | ----- |
| 1     | Yougoslavie     | 3  | 1      | 2      | 6     |
| 2     | Hongrie         | 1  | 0      | 0      | 1     |
| 3     | Tchécoslovaquie | 0  | 2      | 0      | 2     |
| 4     | Pays-Bas        | 0  | 1      | 1      | 2     |
| 5     | Belgique        | 0  | 0      | 1      | 1     |
| Total | Total           | 4  | 4      | 4      | 12    |